# Luca Sirch
Luca Sirch (* 14. Juni 1999 in Augsburg) ist ein deutscher Fußballspieler, der seit Sommer 2024 beim 1. FC Kaiserslautern unter Vertrag steht.

## Karriere
In seiner Jugend spielte Sirch beim bayerischen Verein FC Königsbrunn, bis er im Jahr 2016 in die Jugendabteilung des FC Memmingen wechselte. Über die zweite Mannschaft schaffte er es in die erste Mannschaft, die zu diesem Zeitpunkt in der Regionalliga Bayern spielte.
Im September 2020 wechselte Sirch in die Regionalliga Nordost zum 1. FC Lokomotive Leipzig, wo er in vier Jahren auf insgesamt 109 Ligaspiele kam.
Nach überzeugenden Leistungen wechselte er zur Saison 2024/25 zum deutschen Zweitligisten 1. FC Kaiserslautern und wurde mit 24 Jahren zum Fußballprofi.
Sein Profidebüt gab er am 5. Oktober 2024 im Auswärtsspiel gegen die SV Elversberg. Eine Woche später erzielte er bei seinem Startelfdebüt gegen den SC Paderborn sein erstes Zweitligator auf dem heimischen Betzenberg.